# Посетиоци 3
Посетиоци 3 - Револуција (фр. Les Visiteurs 3 : La Terreur) је француска научно-фантастична комедија у режији Жан Мари Поареа. Сценарио за филм су написали Жан Мари Поаре и Кристијан Клавје. Почетак снимања филма је најављен за април 2015. године, а филм је приказан у биоскопима у априлу 2016. године.

## Радња
Радња филма се наставља тамо где се завршио други део филма, Посетиоци 2. На крају филма Годфроа од Монмираја и Смрда Мудић срећу се са Смрдиним потомком, Наполеоновим јавним тужиоцем Мудичићем. Филм Посетиоци 3 пролази кроз неколико епоха, укључујући и Француску револуцију. Годфроа од Монмираја и Смрда Мудић ће грешком отићи у време Француске револуције. Године 1793. током револуције потомци Смрде Мудића преузеће замак фамилије Монмирај.

## Улоге
| Глумац           | Улога                                                 |
| ---------------- | ----------------------------------------------------- |
| Жан Рено         | Годфроа од Монмираја                                  |
| Кристијан Клавје | Смрда Мудић / Жак-Анри Мудрић / јавни тужилац Мудичић |
|                  | Френегонда од Пуја / грофица Беатриса од Монмираја    |
| Кристијан Бижо   | Жан-Пјер Гулар, Беатрисин муж                         |
| Мари-Ан Шазел    | Жинета Саркле                                         |
| Ари Абитан       | Лоренцо Балдини, маркиз од Портофина                  |

## Најаве
- Септембар 2013 - Кристијан Клавје је најавио пројекат писања сценарија за филм „Посетиоци 3“ у сарадњи са редитељем Жан-Мари Поареом. Мари-Ан Шазел је најавила своје учешће у филму.
- Март 2014 - Клавје је објавио да је завршен сценарио. Жан Рено је потврдио своје учешће у филму.
- Октобар 2014 - Клавје најављује почетак снимања филма у пролеће 2015. године и објављивање филма почетком 2016. године.
- Децембар 2014 - Клавје најављује почетак снимања за април 2015. године.[5]